# Hans Åkerblom (företagare)
Hans Torsten Åkerblom, född 2 november 1946, är en svensk företagsledare och skapare av ledarskapsprocessen LOTS. Han har bidragit till att lansera flera innovationer internationellt, bland annat Healon.

## Biografi
Hans Åkerblom växte upp i Valbo. Fadern Thorsten Åkerblom arbetade vid lotsstationen Bönan och blev sedan minkfarmare tillsammans med modern Birgitta Åkerblom. Efter studenten i Gävle och 1,5 år i Flottan läste Hans Åkerblom statsvetenskap vid Lunds universitet, för att sedan fortsätta med företagsekonomi och sociologi vid Uppsala universitet. Han studerade även vidare under ett år vid IVAK, Institutet för vidareutbildning av akademiker.
Efter avslutade studier och arbete på marknadsavdelningen på Sandvik Coromant och färgfirman Beckers började Åkerblom på läkemedelsföretaget Pharmacia i Uppsala. Det var under denna period, tidigt 1970-tal, som ledarskapsprocessen utvecklades och introducerades. Denna varumärktes senare till LOTS. Åkerblom processledde själv i sina uppdrag inom Pharmacia och intresset för metoden tog fart.
Som ledare för Pharmacia Ophthalmics på 1980-talet kom de stora framgångarna. För att planera, genomföra och följa upp verksamheten använde Åkerblom sitt eget processverktyg. Detta samtidigt som Pharmacia Ophthalmics lanserade produkten Healon, som gjort det möjligt för patienter med grå starr världen över att enkelt återfå synen på ett säkert sätt. Efter detta implementerades LOTS i ett stort antal verksamheter även internationellt.
I början av 2000-talet gick Åkerblom även en treårig psykosyntesutbildning. År 2024 självutgav han biografin Förändring är det naturliga och var sak har sin tid - Hans Åkerblom - Mitt liv.

## Privatliv
Hans Åkerblom var i sitt första äktenskap gift med Monica Åkerblom och är 2024 gift med Maritza Adam Åkerblom. Han har tre döttrar.